# Stazione di Bellinzona RhB
La stazione di Bellinzona RhB fu la stazione ferroviaria capolinea della linea diretta a Mesocco, soppressa nel 1972 e gestita dalla Ferrovia Retica (RhB). Era a servizio del comune di Bellinzona.

## Storia
La stazione fu aperta il 6 maggio 1907 assieme al primo tronco della ferrovia diretto a Lostallo. Il capolinea definitivo di Mesocco fu raggiunto il 31 luglio dello stesso anno.
L'impianto era posizionato nell'attuale piazza Mesolcina, a 500 m circa dalla stazione della ferrovia del Gottardo. La configurazione urbanistica impedì di giungere direttamente a quest'ultimo scalo e di migliorare l'interscambio fra le due linee ferroviarie presso il capoluogo ticinese.
La gestione della stazione, come tutto il resto della linea, passò dalla Società per la ferrovie elettrica Bellinzona-Musocco (BM) alla RhB nel 1942.
Il servizio passeggeri fu soppresso il 27 maggio 1972 insieme all'intera linea ferroviaria. Nel corso del 1972 fu anche disarmato il tratto tra Bellinzona e la stazione di Castione-Arbedo.

## Strutture ed impianti

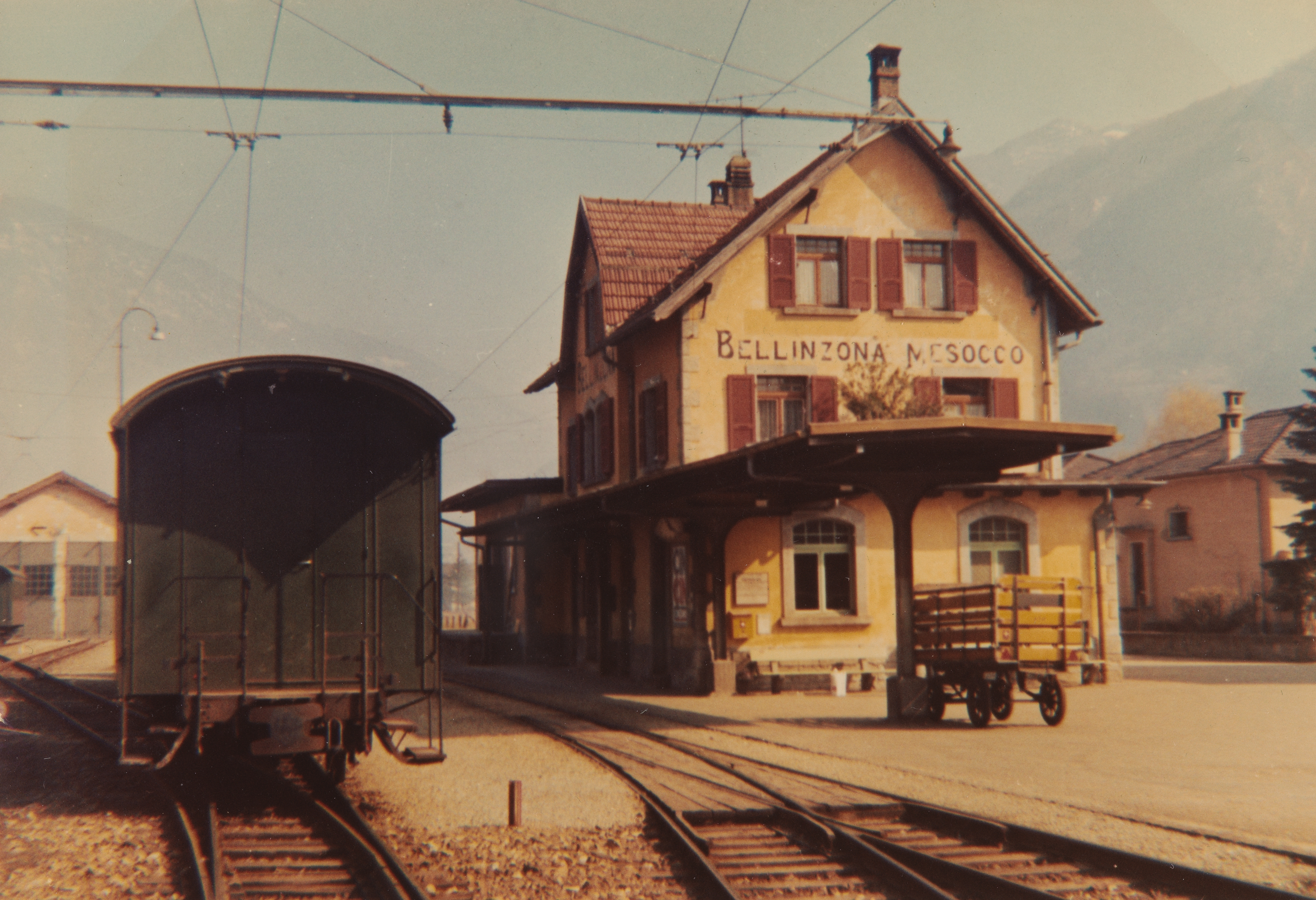
La stazione ferroviaria nel 1970

La stazione era dotata di un fabbricato viaggiatori e di un deposito locomotive.
Il piazzale era composto da quattro binari.
I fabbricati furono demoliti negli anni ottanta e al loro posto furono edificati dei palazzi.